# Sebastian Fakt
Sebastian Fakt, född 25 juli 1995 i Falun, är en svensk professionell ishockeyspelare som spelar för Östersunds IK i Hockeyallsvenskan. Hans moderklubb är Bjursås IK, och han flyttade sedan till Leksands IF, där han började spela i deras U16 lag 2009.